# Arc 1950

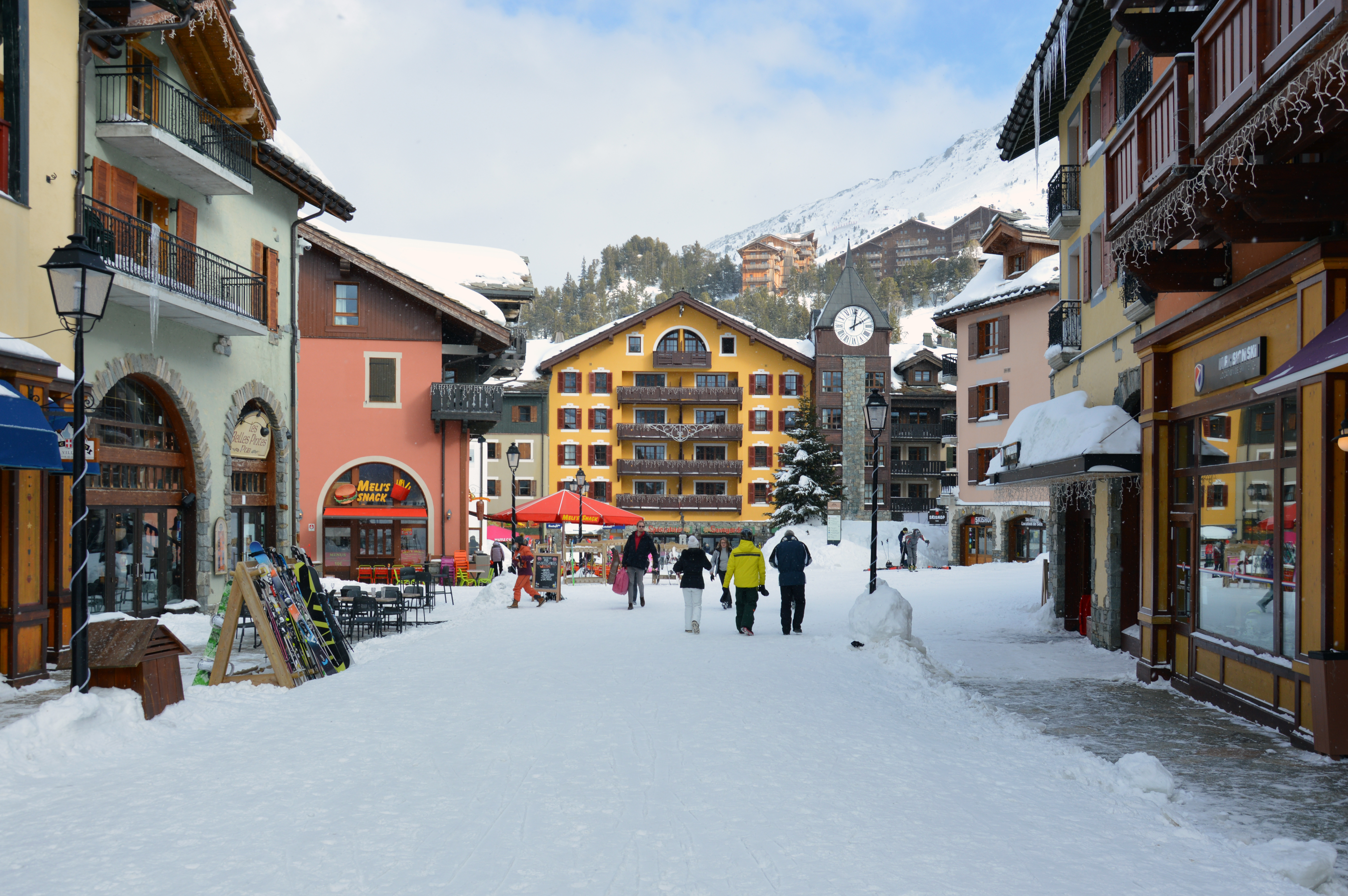
La rue principale.

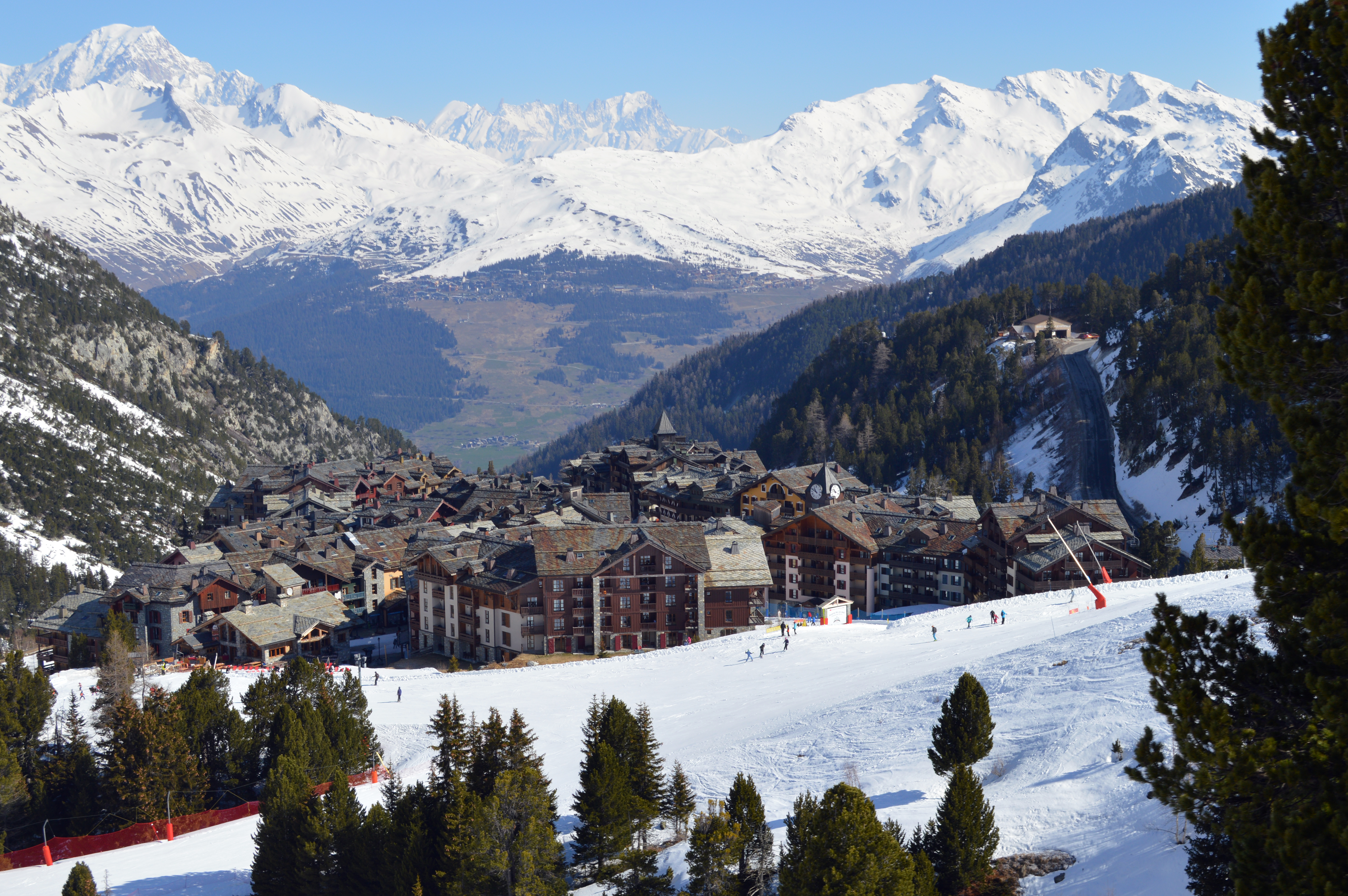
Vue d'Arc 1950 et du Mont Blanc.

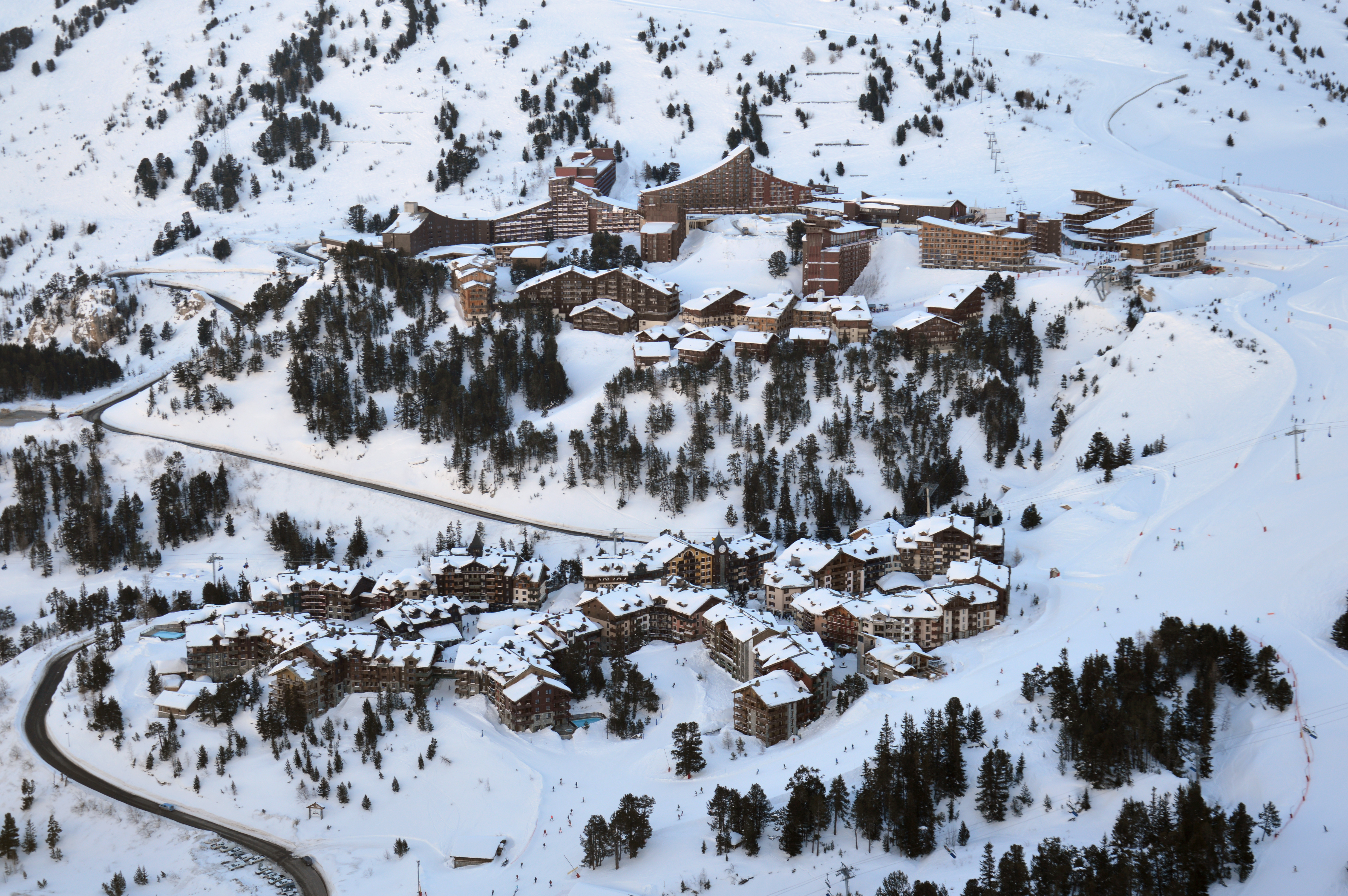
Vue d'Arc 1950 et d'Arc 2000.

Arc 1950 est un village qui fait partie de la station de sports d'hiver des Arcs, située sur la commune de Bourg-Saint-Maurice. Les Arcs est partie intégrante du domaine skiable de Paradiski qui compte plus de 425 km de pistes.
Ouvert en 2003, le village d'Arc 1950 est le dernier né de la station des Arcs.
Le village d'Arc 1950 se trouve en Savoie à proximité du Parc National de la Vanoise, en vue du massif du Mont Blanc. Il se situe à 2 000 m d’altitude en contrebas de la station d'Arc 2000. Arc 1950 est situé au carrefour des autres villages de la station des Arcs mais également connecté avec la station de  La Plagne avec laquelle il est relié par téléphérique Vanoise Express au sein du domaine skiable de Paradiski. Le village d'Arc 1950 surplombe la commune de Bourg-Saint-Maurice et la Vallée de la Tarentaise où coule l'Isère. 
Le village est construit dans une architecture traditionnelle, avec de petites places familiales et vivantes. Une allée bordée de restaurants, cafés et boutiques jalonne le village. Conformément aux principes mis en œuvre sur l'ensemble de la station des Arcs comme station intégrée, il est totalement piétonnier. L’accès se fait du parking souterrain aux résidences.
Le village est composé de résidences de tourisme, avec service hôtelier, commerces et animations quotidiennes. Son promoteur, la société canadienne Intrawest, explique l'avoir conçu pour associer art de vivre, bien-être et remise en forme. En 2009, la société Pierre & Vacances rachète pour 6 millions d'euros les résidences et commerces exploités par Intrawest sur le site. En 2007, un hotel 5* est ouvert sous franchise Radisson Blu qui gère les réservations en marque blanche, jusqu'en 2020, où la commercialisation de l'intégralité des résidences revient à Pierre & Vacances, qui en profite pour stopper la vente de séjours en « suite hôtelière » pour uniformiser sa gamme.

## Histoire

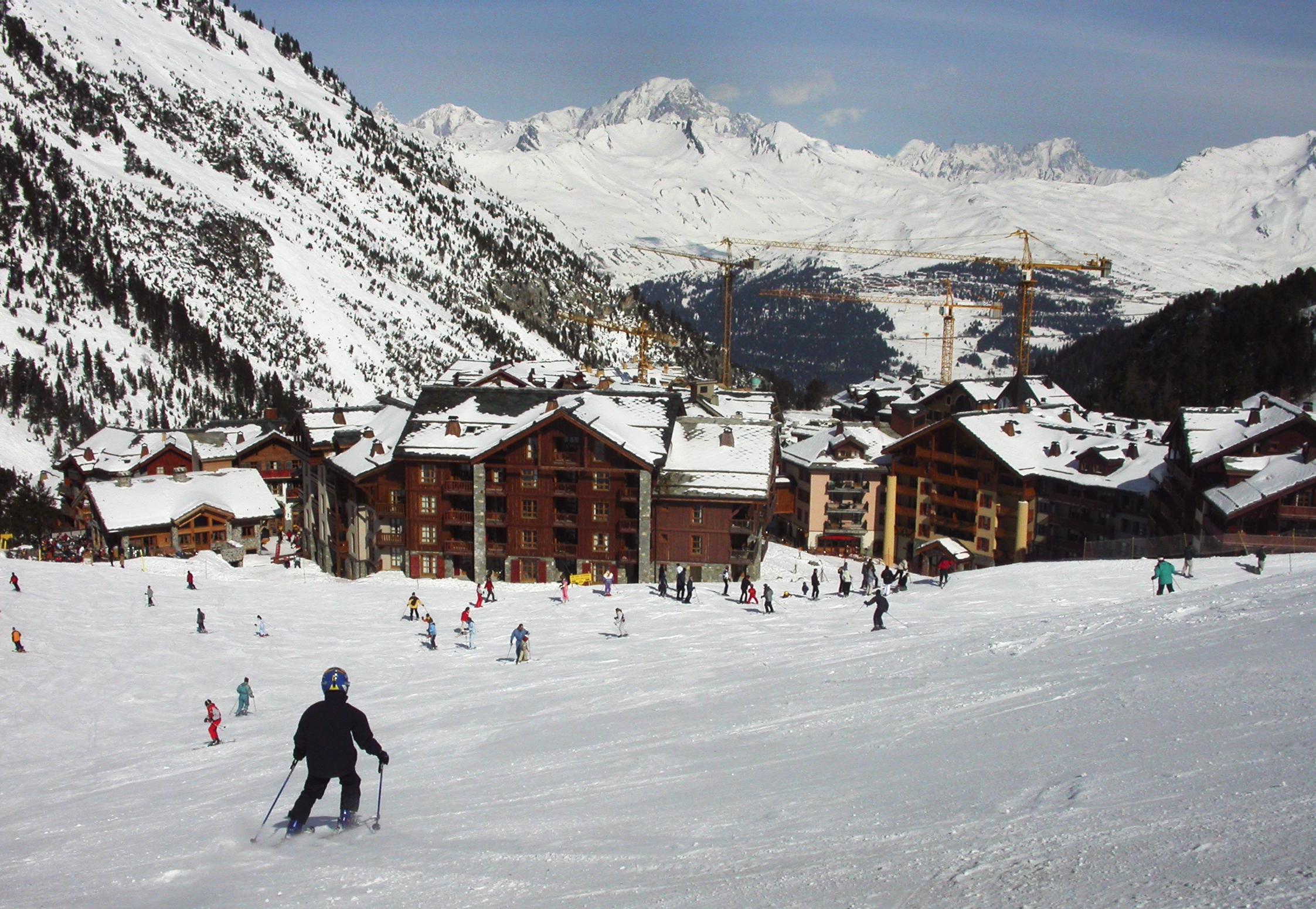
Arc 1950 en 2006, lors de l'agrandissement nord du village.

Arc 1950 est le quatrième et dernier site de la station des Arcs à avoir été construit, en 2003, après Arc 1600, Arc 1800 et Arc 2000.
Arc 1950 compte à ce jour[Quand ?] 3 900 lits et plus de 30 commerces.

### Routes
La D119 relie le site d'Arc 1800 à Arc 1950 et Arc 2000.